# Stockholms södra stav
Stockholms södra stav är en regional organisation (stav) inom Jesu Kristi Kyrka av Sista Dagars Heliga, som omfattar församlingar i Gotland, Sörmland, Östergötland samt delar av Stockholm.
Stockholms stav betjänas av Templet i Stockholm.

## Lista över församlingar och grenar
Listan är hämtad från samfundets egen webbsida.
- Eskilstuna gren
- Handens församling
- Hägerstens församling
- Katrineholms gren
- Linköpings gren
- Norrköpings församling
- Södertälje församling
- Vendelsö församling
- Visby gren
- Västerhaninge församling